# Lang'ata
Lang'ata è una circoscrizione mista (mixed ward) della Tanzania situata nel distretto di Mwanga, regione del Kilimangiaro. Conta una popolazione di 8 965 abitanti (censimento 2012).